# UFO Robot Goldrake contro il Grande Mazinga
UFO Robot Goldrake contro il Grande Mazinga (ＵＦＯロボグレンダイザー対グレートマジンガー,?, UFO Robot Grendizer tai Great Mazinger) è un cortometraggio d'animazione giapponese del 1976 diretto da Osamu Kasai.
La pellicola è basata sulle serie TV Grande Mazinga e UFO Robot Goldrake, entrambe ideate dal celebre mangaka giapponese Gō Nagai. Uscì in Giappone il 20 marzo 1976.

## Trama
Il malvagio Re Vega invia alla base lunare il comandante Barendos con la missione di distruggere una volta per tutte Grendizer (Goldrake) e conquistare la Terra, missione in cui Gandal e Blaki (Hydargos) hanno sistematicamente fallito. Barendos ammonisce i due veghiani che, qualora la sua missione fosse coronata da successo, essi saranno immediatamente destituiti. Questa circostanza chiarisce perché, durante il dipanarsi della trama, non giunga alcun aiuto dalla base lunare di Vega. Barendos scende quindi sulla Terra con la sua astronave e con l'aiuto di un primo disco-mostro riesce a catturare Koji Kabuto (Alcor) e il suo TFO. Distrutto il disco, sottopone il giovane pilota a un condizionamento mentale, grazie al quale riesce a scoprire l'esistenza di Mazinga Z e del Grande Mazinga, creati rispettivamente dal nonno e dal padre di Koji, e il primo dei quali un tempo era da lui pilotato.
I due potenti robot sono conservati come simboli di pace nel "Museo dei Robot", dove Barendos, grazie alle informazioni carpite a Koji, riesce a impadronirsi del Grande Mazinga per impiegarlo contro il sopraggiunto Grendizer. Duke Fleed (Actarus) sta per avere la peggio contro il potente robot terrestre e un secondo disco-mostro, quando Koji, riuscito a fuggire dalla nave vegana, gli suggerisce come colpire il Grande Mazinga per bloccarlo temporaneamente. Barendos abbandona allora il robot immobile per tornare sulla sua nave, dando così Koji la possibilità di prendere il suo posto ai comandi del Grande Mazinga e di contrattaccare insieme a Grendizer per la vittoria finale, dopo aver distrutto anche un terzo disco-mostro.
Si tratta dell'unico caso nella produzione di Go Nagai in cui Koji Kabuto manovra il Grande Mazinga.

## Distribuzione

### Edizione italiana
In Italia ne uscì una prima versione come secondo episodio del film di montaggio Mazinga contro gli UFO Robot. Il doppiaggio (a cura di Enrico Bomba) fu però molto approssimativo, oltre che per l'incongruenza dei nomi dei personaggi, del tutto inventati, anche per l'imprecisa sincronizzazione e per la coesistenza sulla medesima traccia audio sia delle voci italiane che di quelle giapponesi.
Nel 1998 la Dynamic Italia lo ha pubblicato in VHS nella sua forma originaria con due diversi doppiaggi, uno con i nomi già utilizzati nell'edizione televisiva italiana della serie UFO Robot Goldrake, e l'altro con i nomi originali dell'edizione giapponese. È stato poi ripubblicato in DVD e Blu-ray Disc da Yamato Video nel 2015.